# 青森県道226号酸ケ湯黒石線
青森県道226号酸ケ湯黒石線（あおもりけんどう226ごう すかゆくろいしせん）は、青森県青森市から黒石市に至る一般県道である。

## 概要
起点の酸ヶ湯温泉からしばらくの間国道103号、国道394号と重複する。国道103号・国道394号からの分岐する地点は不明であるが、分岐点から黒石市高舘までは未供用区間であり、青森市内では単独区間が存在しない。
供用済みの区間は、市境付近の法峠寺（本院山寺）から安入地区を経て、東北自動車道と交差し、黒石市上十川の終点までである。終点付近には黒石市立六郷中学校があり、青森県道146号浪岡北中野黒石線に合流する。

### 路線データ
- 起点 : 青森市（酸ヶ湯温泉）[1]
- 終点 : 黒石市大字上十川[1]
- 通行不能区間 : 黒石市沖揚平 - 黒石市高舘
- 冬季通行規制 : 黒石市沖揚平 - 黒石市安入（12月上旬 - 5月下旬）[2]

## 歴史
- 1961年（昭和36年）2月10日 - 県道に認定される[1]。

## 路線状況

### 重複区間
- 国道103号 : 起点 - しばらく（推定）
- 国道394号 : 起点 - しばらく（推定）

## 地理

### 交差する道路
- 国道103号（国道394号重複）（酸ヶ湯温泉、起点）
- 国道103号（場所は不明）
- 国道394号（場所は不明）
- 青森県道146号浪岡北中野黒石線（黒石市大字上十川、終点）

### 沿線の施設など
- 法嶺院
- 黒石市立六郷中学校